# Угода Сікорського-Майського
Угода про відновлення дипломатичних відносин між СРСР і урядом Польської Республіки у вигнанні (відоміший як «договір (угода) Майського-Сікорського» або «Сікорського-Майського») — двосторонній договір, підписаний 30 липня 1941 року прем'єр-міністром польського уряду у вигнанні генералом Владиславом Сікорським і послом СРСР у Великій Британії Іваном Майським у будівлі МЗС Великої Британії в присутності британського міністра закордонних справ Ентоні Ідена і Черчилля.

## Історія
Відновлюючи припинені 17 вересня 1939 року в односторонньому порядку дипломатичні стосунки, радянський уряд визнавав радянсько-німецькі договори 1939 року такими, що втратили силу в частині територіальних змін у Польщі. СРСР погодився на формування на радянській території польської армії під польським командуванням, в оперативному відношенні підлеглої радянському верховному командуванню. У додатку до угоди зазначалося, що радянський уряд надає амністію всім польським військовополоненим і польським громадянам, що були ув'язнені на радянській території. Польському уряду не вдалося домогтися анулювання радянсько-литовського угоди про передачу Вільно. Основними результатами цієї угоди стало: формування армії Андерса і звільнення понад 400 тисяч польських громадян, що перебували в СРСР, з місця заслання, депортації та ув'язнення.
25 квітня 1943 року СРСР знову розірвав дипломатичні відносини з польським урядом у Лондоні, звинувативши його у співпраці з німцями, після того як останній погодився на розслідування Міжнародного Червоного Хреста на окупованій німцями території стосовно поховань у Катинському лісі.

## Підписання
Після нападу Німеччини на СРСР 22 червня 1941 року глава польського уряду у вигнанні Владислав Сікорський виступив по радіо зі зверненням до народу окупованої Польщі. У промові пролунали слова, які можна було розцінити як пропозиції про співпрацю з СРСР.
3 липня Народний комісаріат закордонних справ (НКЗС) направив послу СРСР у Лондоні Івану Майському телеграму, у якій радянський уряд висловлював свою згоду почати перемовини про укладення з польським урядом у Лондоні угоди про взаємодопомогу. У телеграмі зазначалося, що СРСР виступає за створення незалежної польської держави в кордонах національної Польщі, включаючи деякі міста й області, які нещодавно відійшли до СРСР, причому питання про характер державного режиму Польщі радянський уряд вважає внутрішньою справою самих поляків.
Перемовини відбувалися з 5 до 30 липня 1941 року в Лондоні за посередництва Е.-Р. Ідена, а в Москві — у ході бесід наркома закордонних справ СРСР Молотова з послом Великої Британії Стаффордом Кріппсом. Польська сторона насамперед висунула проблему кордонів, які, на її думку, повинні були відповідати кордонам на 31 серпня 1939 року. Радянська ж сторона запропонувала відкласти розгляд питання про радянсько-польський кордон до закінчення війни й поки зосередитися на створенні польських збройних сил на території СРСР. Англійський уряд чинив тиск на кабінет Сікорського, оскільки не приховував намірів налагодити співпрацю з СРСР у війні проти Німеччини. 15 липня під час зустрічі в МЗС міністр закордонних справ Англії А. Іден прямо заявив В. Сікорському і А. Залеському: «Хочете, панове, чи не хочете, а договір з Радянським Союзом має бути підписаний». У той же час у складі самих польських перемовників виявилися противники підписання угоди без визнання СРСР територіальних вимог. Розбіжності призвели до відставки на знак протесту проти підписання договору з СРСР трьох міністрів і до конфлікту Сікорського з президентом Польщі в екзилі Рачкевічем. Зрештою 21 липня Сікорський поінформував Ідена, що після тривалої і надзвичайно важкій дискусії (на засіданні кабінету міністрів) його підхід щодо договору з Радами отримав підтримку.Водночас президент уряду у вигнанні Рачкевіч пригрозив відмовою ратифікувати угоду, якщо він буде підписаний. Сікорський, поставивши Рачкевіча до відома, що на підставі угоди від 30 січня 1939 року він має повноваження для підписання без згоди президента, від імені уряду підписав угоду з СРСР. Підписання відбулося 30 липня 1941 року в приміщенні МЗС Великої Британії в присутності британського міністра закордонних справ А. Ідена і Черчилля. З боку СРСР угода була підписана послом СРСР у Великій Британії Іваном Майським.

## Текст угоди
1. Уряд СРСР визнає радянсько-німецькі договори 1939 року стосовно територіальних змін у Польщі такими, що втратили силу. Польський уряд заявляє, що Польща не пов'язана ніякою угодою з будь-якою третьою стороною, спрямованою проти Радянського Союзу.
2. Дипломатичні відносини будуть відновлені між обома Урядами після підписання цієї Угоди і буде зроблений негайний обмін послами.
3. Обидва уряди взаємно зобов'язуються надавати один одному будь-якого роду допомогу й підтримку в цій війні проти гітлерівської Німеччини.
4. Уряд СРСР висловлює свою згоду на створення на території СРСР польської армії під командуванням, призначеним Польським Урядом за згодою Радянського уряду. Польська армія на території СРСР буде діяти в оперативному відношенні під керівництвом Верховного командування СРСР, у складі якого буде складатися представник польської армії. Усі деталі щодо організації командування та застосування цієї сили будуть дозволені наступною угодою.
5. Ця угода набуває чинності негайно з моменту його підписання і ратифікації не підлягає. Ця угода складена у 2-х примірниках, кожен з них на польській і російській мовах, причому обидва тексти мають однакову силу.

До угоди додавався Протокол наступного змісту:
1. Радянський Уряд надає амністію всім польським громадянам, які містяться нині в ув'язненні на радянській території як чи військовополонені або на інших достатніх підставах, з часу відновлення дипломатичних зносин.